# Намюрська діоцезія
Намюрська діоцезія (лат. Dioecesis Namurcensis, фр. Diocèse de Namur) — римо-католицька діоцезія архідієцезії Мехелен-Брюссель у Бельгії. 

## Історія
Заснована 12 травня 1559 у місті Намюр. 
Охоплює територію провінцій Намюр та Люксембург. 
Катедральним храмом дієцезії є Собор Сент-Обен у місті Намюр.